# 정유라 (핸드볼 선수)
정유라(1992년 2월 6일~)는 대한민국의 핸드볼 선수이다. 현재 대구광역시청 핸드볼팀인 컬러풀 대구 소속으로, 포지션은 라이트백 및 라이트윙이다. 2014년 아시안 게임에 참가하여 여자 핸드볼 종목 금메달을 기록하였다.
2012년 하계 올림픽에 출전하여 4위를 기록하였고, 2013년 제21회 핸드볼 세계선수권에 참여하여 16강을 기록하였으며, 2015년 하계 유니버시아드에서도 국가대표로 뛰어 은메달을 기록했다. 2016년 하계 올림픽의 대한민국 여자 핸드볼 국가대표로 출전하였으나 조별리그에서 탈락하였다.

## 출신 학교
- 진주금산초등학교
- 양덕여자중학교
- 무학여자고등학교